# Kfz-Kennzeichen (Transnistrien)

Kennzeichen aus Tiraspol = T

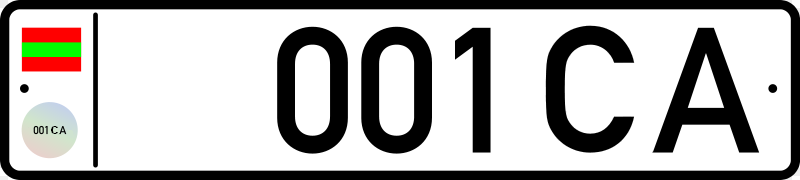
Behördenkennzeichen bis 2012

Diplomatenkennzeichen ab 2012

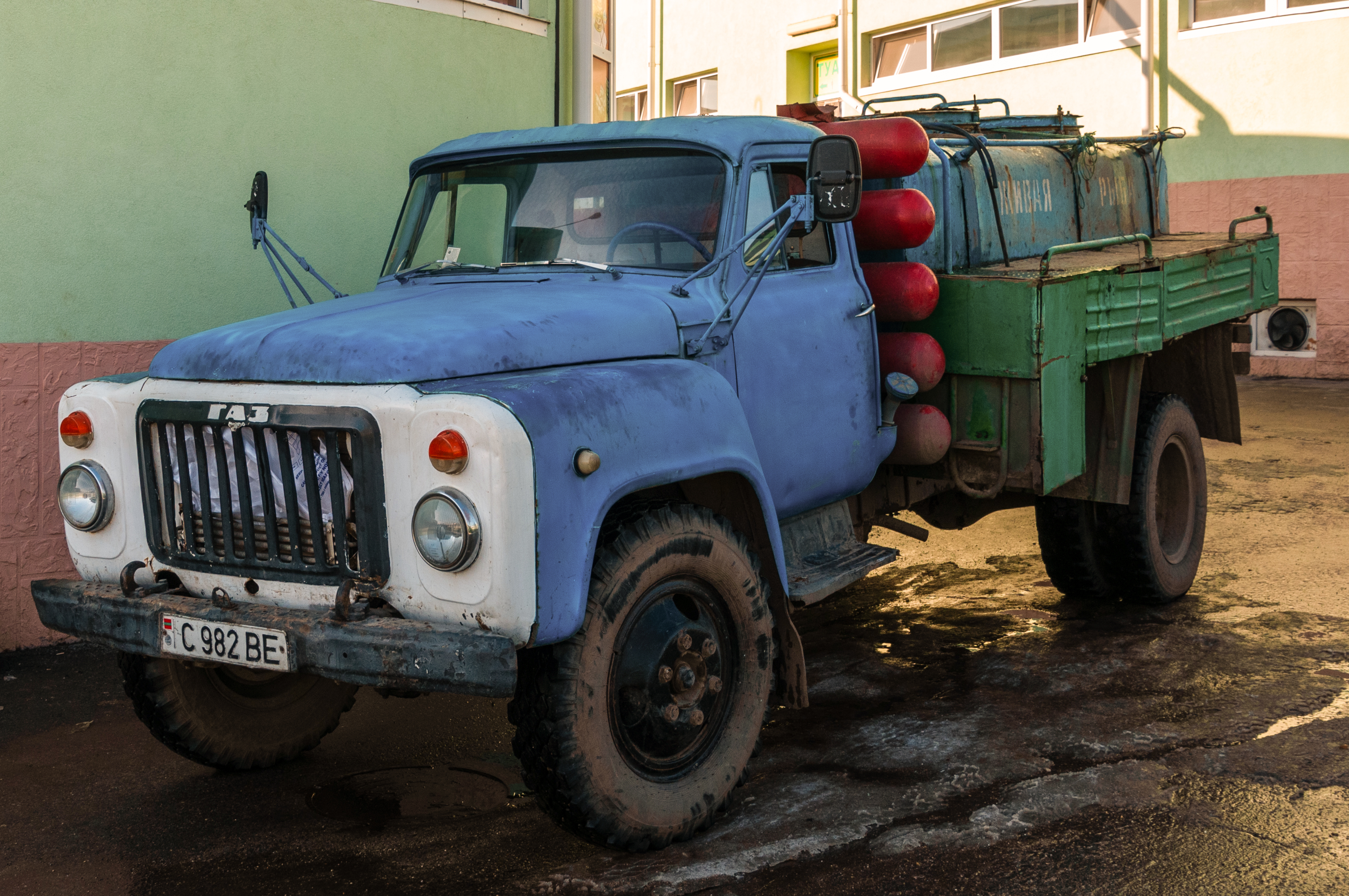
LKW mit transnistrischem Kennzeichen aus Slobodseja

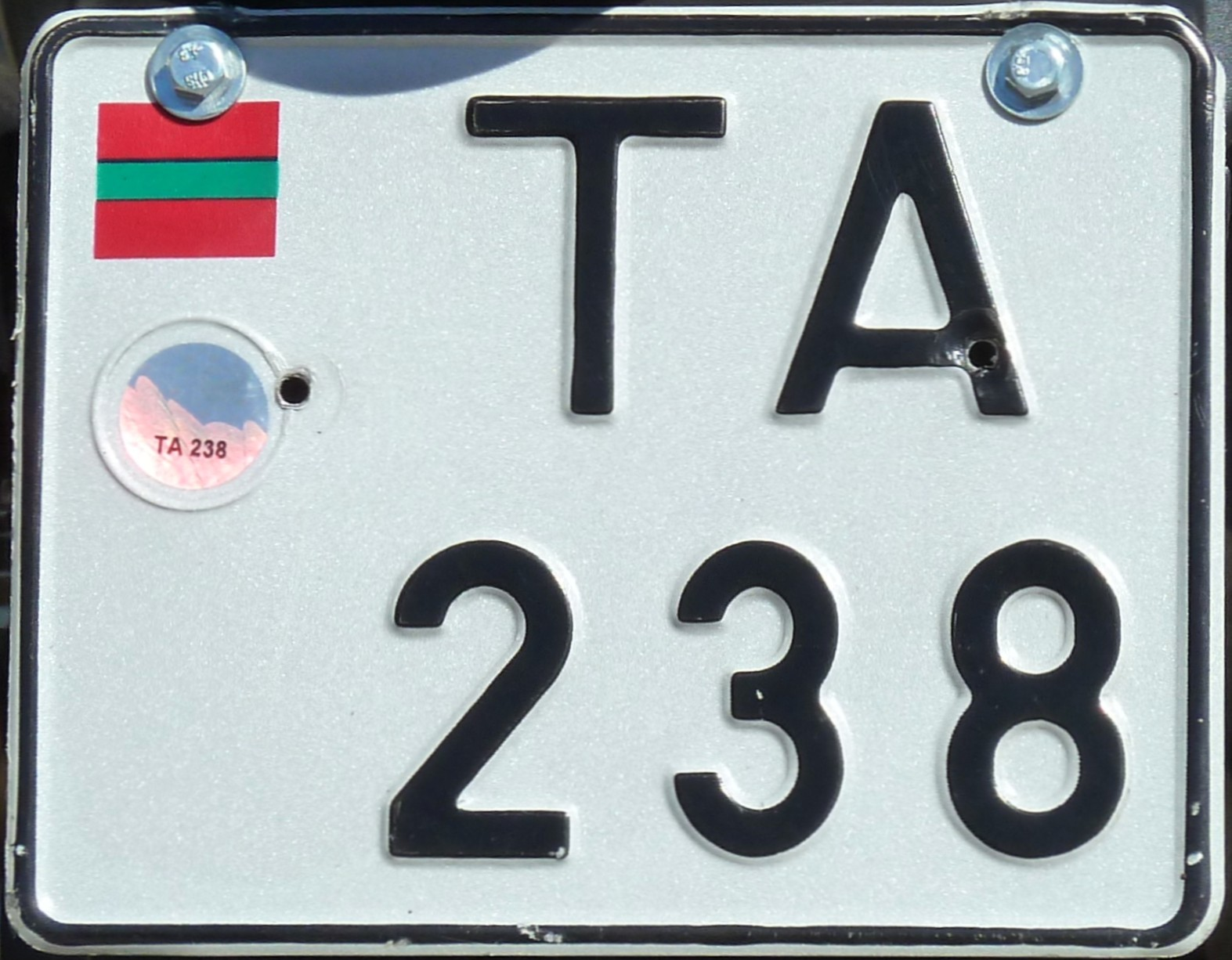
Motorradkennzeichen

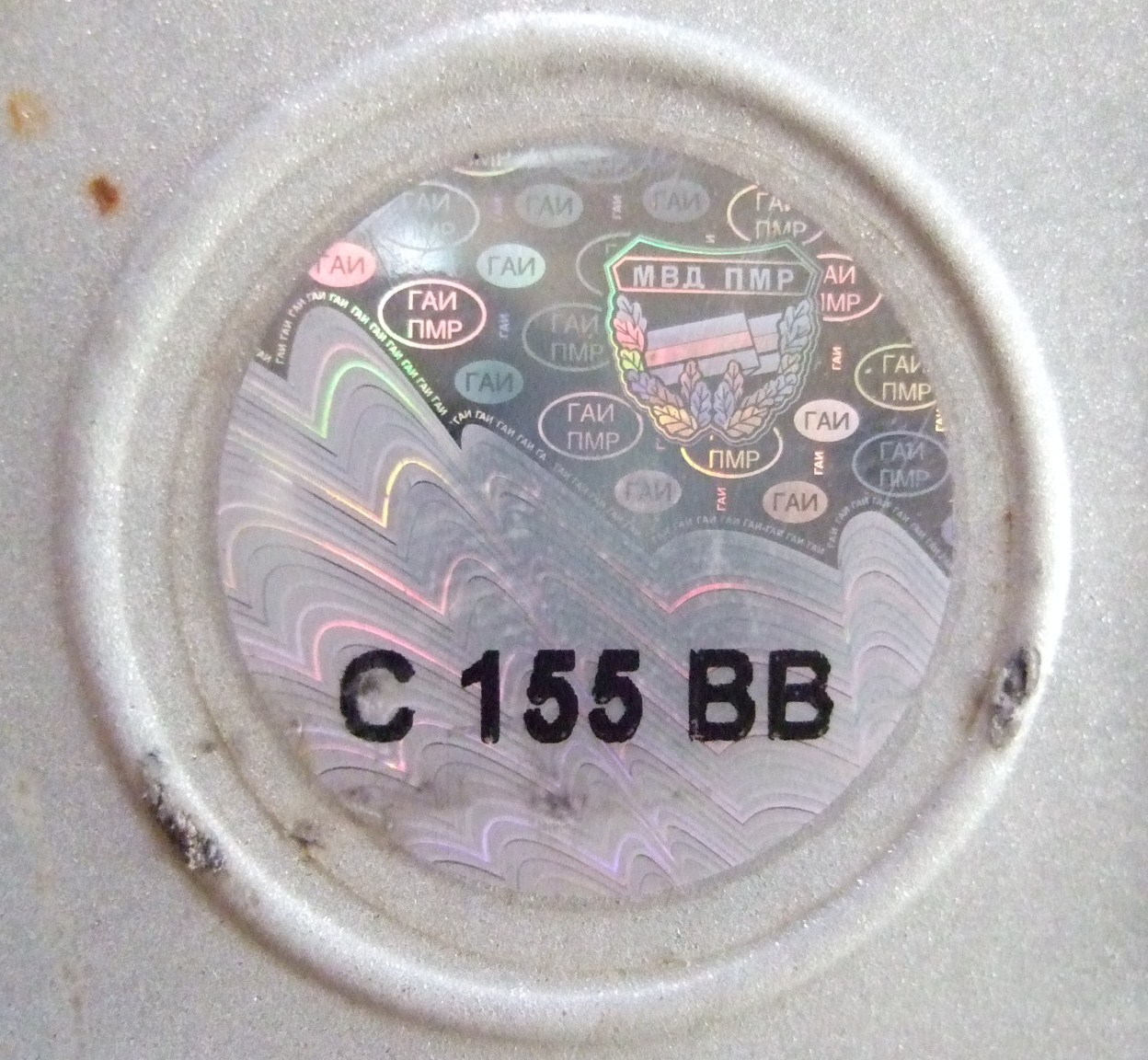
Hologramm-Plakette

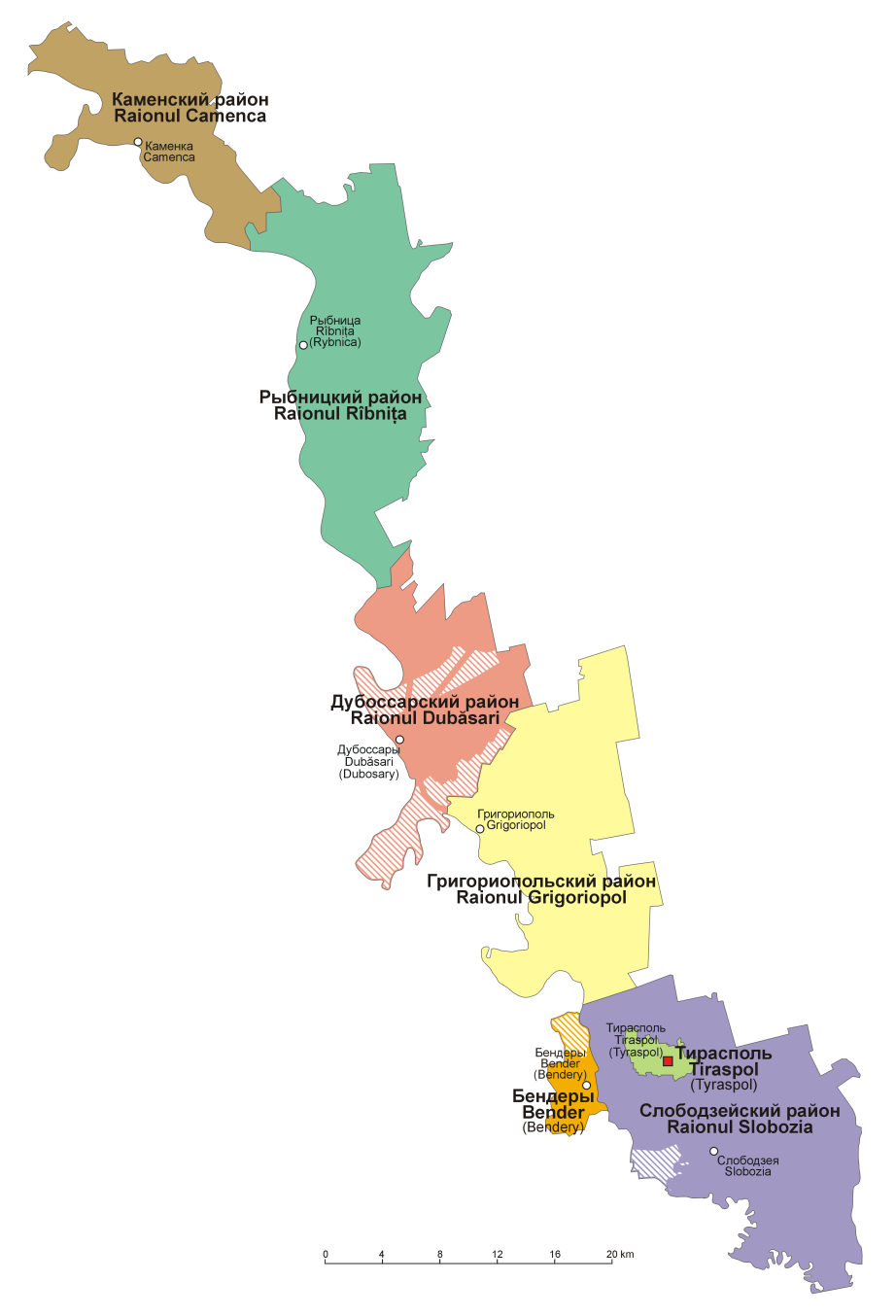
Karte Transnistriens

Die von der Republik Moldau abtrünnige Transnistrische Moldauische Republik, kurz Transnistrien, vergibt seit 1992 eigene Kfz-Kennzeichen, die in Form und Gestaltung den moldauischen Nummernschildern ähneln. Transnistrische Kennzeichen entsprechen der europäischen Standardgröße von 520 mm × 112 mm und zeigen in der Regel schwarze Schrift auf weißem Grund. Wie auch in Moldau wird eine Variante der deutschen DIN-Schrift verwendet.

## Kennzeichengestaltung
Die Schilder zeigen am linken Rand die vereinfachte Flagge Transnistriens (ohne Hammer, Sichel und Stern), eine Hologramm-Plakette mit der Wiederholung der Kennzeichen-Kombination und einen vertikalen schwarzen Trennstrich. Die Aufschrift besteht zunächst aus einem Buchstaben, der die genauere Herkunft des Fahrzeugs angibt. Es folgen drei fortlaufende Ziffern sowie zwei weitere Buchstaben.
Bei zweizeiligen Schildern stehen Flagge, Plakette und die beiden Serienbuchstaben in der unteren Zeile. Für Motorräder werden ebenfalls zweizeilige Kennzeichen ausgegeben, die aber nur zwei Buchstaben und drei Ziffern zeigen. Nummernschilder für Mopeds zeigen lediglich einen Buchstaben sowie drei Ziffern und verzichten auf jegliche Symbolik.

## Wunschkennzeichen
Seit August 2012 besteht auch in Transnistrien die Möglichkeit, gegen eine Gebühr ein Wunschkennzeichen zu erhalten, bei dem die Kombination frei gewählt werden kann.

## Behördenkennzeichen
Bis 2012 gab es Behördenkennzeichen, bei denen der erste Buchstabe fehlte und am Ende die Lettern CA (russ. служебный автомобиль, Dienstwagen) erschienen. Die Schilder wurden Anfang 2012 abgeschafft.
Behördenfahrzeuge erhalten derzeit normale Serienkennzeichen oder aber spezielle Schilder, aus denen sich die jeweilige Behörde ablesen lässt.
- So nutzt das Außenministerium nun Kennzeichen, die sich wiederum stark an den moldauischen Diplomatenkennzeichen orientieren. Sie zeigen in dunkelblauer Schrift die Buchstaben CD gefolgt von zunächst drei und nochmals zwei Ziffern.
- Für Fahrzeuge des Verteidigungsministeriums wird unter anderen das Kürzel MO (russ. министе́рство оборо́ны, Verteidigungsministerium) vergeben.[3]

Vor der Reform nutzte das Verteidigungsministerium Kennzeichen, die den sowjetischen Schildern von 1958 ähnelten. Sie zeigten zwei Ziffernpaare und die Kombination MO.
- Kennzeichen für Fahrzeuge der Polizei besitzen einen hellblauen Hintergrund. Sie zeigen die Buchstaben AM, BM, EM, KM, PM, CM, TM (regionale Polizei) oder MM (Staatspolizei) und drei Ziffern. Für Polizeimotorräder wird die Kombination TT verwendet.
- Regierungsfahrzeuge führen drei Ziffern sowie das Wappen von Transnistrien auf den Schildern.

## Internationale Verwendung der transnistrischen Kennzeichen
Transnistrische Nummernschilder sind nur in Abchasien, Russland, Südossetien, Belarus sowie in der Ukraine gültig. Als Nationalitätszeichen wird MD für Moldau verwendet. Für die transnistrischen Regionen existieren auch Kürzel im moldauischen Kennzeichensystem. Im März 2013 wurde beschlossen, für Fahrzeuge, die Waren oder Personen zwischen dem moldauischen Kernland und Transnistrien transportieren, neutrale Kennzeichen einzuführen. Diese Schilder weisen weder eine regionale Kodierung noch anderweitige Symbolik auf. Sie beginnen mit den Buchstaben AB und zeigen fünf Ziffern.

## Regionskürzel
| Kürzel der TMR | moldauisches Kürzel | Region (russische Namen in Klammern)          |
| -------------- | ------------------- | --------------------------------------------- |
| А              | TG                  | Stadt Bender (Бендеры; auch Tighina / Тигина) |
| В              | GR                  | Rajon Grigoriopol (Григориополь)              |
| Е              | DB                  | Rajon Dubossary (Дубоссары)                   |
| К              | CC                  | Rajon Kamenka (Каменка)                       |
| Р              | RB                  | Rajon Rybniza (Рыбница)                       |
| С              | SL                  | Rajon Slobodseja (Слободзея)                  |
| T              | TS                  | Stadt Tiraspol (Тирасполь)                    |